# Ottica quantistica
L'ottica quantistica è una branca della fisica che studia le proprietà della luce, e l'interazione della luce con la materia, dal punto di vista della meccanica quantistica. 

## Storia
Fin dall’antichità i filosofi si sono interrogati sulla natura della luce. Già nel corso del medioevo l’umanità aveva posto le basi per la comprensione della propagazione dei raggi di luce andando a definire i fondamenti dell'ottica geometrica. 
A partire dal XVII secolo, si andò ad affermare un importante dibattito sulla natura della luce, il quale vedeva contrapposti da una parte i sostenitori della natura corpuscolare e dall’altra i sostenitori della natura ondulatoria.
Nel corso del XIX secolo, i progressi tecnologici permisero di realizzare una serie di esperimenti che portarono abbondanti prove sulla validità della teoria ondulatoria. Inoltre, soprattutto grazie al lavoro teorico di James Clerk Maxwell, si arrivò alla formulazione di una teoria unificata dell’elettromagnetismo in grado di fornire un quadro teorico complessivo dei fenomeni ottici, dimostrando come la luce fosse essenzialmente un'onda del campo elettromagnetico.
Tuttavia, nei primissimi anni del novecento, le osservazioni sperimentali sulla radiazione di corpo nero e sull’effetto fotoelettrico misero in discussione la teoria ottocentesca dell’elettromagnetismo. 
Già nel 1900, Planck sostenne che gli scambi di energia nei fenomeni di emissione delle radiazioni elettromagnetiche non avvengono in forma continua ma in forma discreta, attraverso lo scambio di quanti di energia. Questa intuizione, insieme all'introduzione del concetto di fotone da parte di Einstein, furono la svolta fondamentale che segnò il superamento della teoria classica dell’elettromagnetismo e la nascita di un percorso scientifico che portò, nei decenni successivi, alla formulazione della teoria della meccanica quantistica.
Si può pertanto affermare che la natura quantistica della luce fu studiata fin dagli albori della meccanica quantistica. Tuttavia, fino agli anni 60 del novecento, le ricerche che vedevano coinvolta la natura quantistica della luce riguardavano principalmente l’interazione tra la radiazione e la materia e tendevano ad essere classificate nell’ambito della fisica atomica. Fu solo con l’introduzione dei primi laser e la scoperta che la luce potesse essere studiata in termini di proprietà statistiche dei fotoni che si diffuse l’uso del termine ottica quantistica per indicare una particolare sottodisciplina della meccanica quantistica. 
Nella seconda metà del novecento, lo sviluppo congiunto di nuove sorgenti di luce e di nuovi rivelatori di fotoni darà un notevole impulso alle ricerche sperimentali in questo campo. Una svolta significativa si ebbe con la scoperta delle correlazioni non-classiche associate al fenomeno della conversione parametrica che divennero uno strumento fondamentale per le ricerche sperimentali nell'ambito dell'ottica quantistica. 
Nel ventunesimo secolo l’ottica quantistica è una disciplina che da un lato risulta essere strettamente legata alle ricerche sui fondamenti della meccanica quantistica, dall’altro lato è alla base dello sviluppo delle emergenti tecnologie quantistiche quali la computazione quantistica, la crittografia quantistica ed il quantum sensing.

## Descrizione
Alla base dell'ottica quantistica vi è il concetto di quantizzazione del campo elettromagnetico e la trattazione della luce, e dell'interazione tra luce e materia, all'interno quadro teorico della meccanica quantistica e della teoria quantistica dei campi.
Essenzialmente, nell'ambito dell'ottica quantistica, la luce è descritta in termini di quanti del campo elettromagnetico, cosiddetti fotoni, i quali costituiscono le particelle elementari della luce. Si può pertanto affermare che un fascio di luce assuma sia gli aspetti di un'onda sia gli aspetti di un flusso di particelle in accordo con il principio del dualismo onda particella.